# Ole Ivar Løvaas
Pour les articles homonymes, voir Løvaas.
Ole Ivar Løvaas, Ph.D., né le 8 mai 1927 à Lier (Norvège) et mort le 2 août 2010 à Lancaster en Californie (États-Unis), est un psychologue norvégien, professeur émérite à l'UCLA. Il est connu pour avoir mis au point le modèle de Lovaas, ou EIBI (Early Intensive Behavior Intervention) utilisant l'ABA (Applied Behavior Analysis, en français : analyse du comportement appliquée) dans la prise en charge de l'autisme.
En 1999, un rapport du chef des services de santé militaires américains estime les méthodes de Lovaas efficaces dans les domaines de la communication, de l'apprentissage et du comportement social.

## Biographie
Né en Norvège en 1927, Ole Ivar Løvaas a vécu l’occupation nazie et le travail obligatoire. Il est d’abord violoniste et il émigre aux États-Unis pour se perfectionner. Il fait ensuite des études de psychologie et devient professeur à l’université d’UCLA en Californie.
Il est le fondateur du Lovaas Institute.

## Méthode Lovaas
Løvaas a inventé une méthode de traitement des troubles du spectre de l'autisme inspirée du béhaviorisme de Skinner.
La méthode Lovaas « est devenue la méthode ABA (Applied Behavior Analysis) souvent couplée avec le PECS (Picture Exchange Communication System) et le DTT (Discrete Trial Training), coûtant d'après Alerini environ 50 000 dollars et appliquée sur trois ans ». Toutefois, un accès gratuit est possible dans certaines écoles d’État.
Des résultats d'études relues par des pairs présentent des avantages liés à la méthode Lovaas, tandis que d'autres études les contestent.
Une recommandation de la Haute Autorité de Santé de 2012 indique clairement que la méthode ABA doit être privilégiée dans la prise en charge d'enfants et adolescents ayant des troubles du spectre de l'autisme.

## Autres travaux
Løvaas et son confrère américain George Alan Rekers (en), membre de la National Association for Research & Therapy of Homosexuality (en), ont également étudié la thérapie de conversion en cas de « brouillage de l'identité de genre pendant l'enfance » (childhood cross-gender identity).

## Publications de O.I. Lovaas
- Teaching Developmentally Disabled Children: The Me Book, Pro-Ed Australia, 1981, 250 p,  (ISBN 978-0936104782)
- Teaching Individuals With Developmental Delays: Basic Intervention Techniques, 2000, Pro-Ed Australia, 1981, 429 p,  (ISBN 978-0890798898)

### Sources
- (en) Cet article est partiellement ou en totalité issu de l’article de Wikipédia en anglais intitulé « Ole Ivar Lovaas » (voir la liste des auteurs).